# HC Sporta Hlohovec
Maillots
Le HC Sporta Hlohovec est un club de handball, situé à Hlohovec en Slovaquie.
Fondé en 1951 sous le nom de TJ Odeva Hlohovec, c'est d'abord chez les femmes qu'il se distingue avec trois titres de champion de Tchécoslovaquie et deux coupes de Tchécoslovaquie dans les années 1970. 
Plus récemment, ce sont les hommes qui tente de contrecarrer la suprématie du HT Tatran Prešov, terminant cinq fois vice-champion de Slovaquie et trois fois finaliste de la Coupe de Slovaquie.

## Historique
Le club a changé plusieurs fois de nom dans son histoire :
- de 1951 à 1993 : TJ Odeva Hlohovec (section féminine)
- de 1963 à 1999 : TJ Drôtovňa Hlohovec (section masculine)
- de 1999 à 2011 : MŠK Hlohovec
- depuis 2011 : HC Sporta Hlohovec

## Palmarès
Section féminine
- Championnat de Tchécoslovaquie
  - Vainqueur (3) : 1969, 1970, 1973
  - Deuxième (3) : 1974, 1975, 1976
  - Troisième (3) : 1968, 1971, 1972
- Coupe de Tchécoslovaquie
  - Vainqueur (2) :  1973, 1976

Section masculine
- Championnat de Slovaquie
  - Deuxième (5) : 2010, 2012, 2013, 2015 et 2016
  - Troisième (1) : 2014
- Championnat de Slovaquie (sk)
  - Finaliste (3) : 2011, 2014, 2016